# No Me Ames
Singles de Jennifer Lopez
If You Had My Love (1999) Waiting for Tonight (1999)
No Me Ames (français : Ne m'aime pas) est un duo de pop latine enregistré par les chanteurs américains Jennifer Lopez et Marc Anthony pour le premier album studio de Lopez, On the 6 (1999). Il s'agit d'une version en espagnol de la chanson italienne Non Amarmi, écrite par Giancarlo Bigazzi, Marco Falagiani et Aleandro Baldi et enregistrée par Baldi et Francesca Alotta pour l'album (it) (1993) de Baldi. La chanson a été traduite en espagnol par Ignacio Ballesteros à la demande d'Anthony. Deux versions de la chanson ont été produites pour On the 6 ; l'une en ballade et l'autre en salsa. La version ballade a été produite par Dan Shea, tandis que la version salsa a été arrangée et produite par Juan Vicente Zambrano. Le vidéoclip a été réalisé par Kevin Bray et a reçu une nomination aux Latin Grammy pour le meilleur vidéoclip court. Il a servi de rappel lors de la tournée du couple en 2007.
No Me Ames parle d'une relation compliquée entre deux amoureux. Elle a été publiée pour la première fois par Work Records le 11 juin 1999, en tant que face B de If You Had My Love (1999). L'œuvre a reçu des appréciations généralement positives de la part des critiques musicaux. La chanson a atteint le sommet de la première place du classement des Billboard Hot Latin Songs. Elle a reçu une nomination aux Latin Grammy pour la meilleure performance pop d'un duo/groupe avec voix. Lors des prix Billboard de musique latine de 2000, la chanson a reçu le prix pour la chanson latine de l'année par un duo vocal et deux nominations pour la chanson tropicale/salsa de l'année et la chanson latine de l'année. Elle a également reçu un prix pour la chanson salsa de l'année lors des American Society of Composers, Authors and Publishers Awards de l'année 2000.

## Contexte
No Me Ames est une reprise de la chanson italienne Non Amarmi, enregistrée à l'origine par Aleandro Baldi et Francesca Alotta pour l'album (it) de Baldi (1993). Non Amarmi est sorti en single en 1992,. La chanson parle d'une relation compliquée entre deux amants. Elle a été écrite par Giancarlo Bigazzi, Marco Falagiani et Baldi, puis adaptée en espagnol par Ignacio Ballesteros. La chanson a remporté la section « nouveaux venus » du festival de musique de Sanremo en 1992. La première version en espagnol de la chanson a été publiée par la chanteuse mexicaine Yuri et son mari Rodrigo Espinoza avec des paroles différentes intitulées Hoy Que Estamos Juntos (français : Maintenant que nous sommes ensemble) sur son album Huellas (en) (1997),.
Un jour, alors qu'elle travaillait sur On the 6, Jennifer Lopez se trouvait dans le même studio d'enregistrement que l'artiste américain Marc Anthony. Anthony, qui était devenu intrigué par Lopez après l'avoir vue dans Selena (1997), est entré dans son studio et lui a demandé d'apparaître dans le clip de sa chanson No Me Conoces. Elle a accepté, mais seulement s'il enregistrait une chanson avec elle, ce qu'il a accepté à son tour. Lopez a rappelé les événements dans son album vidéo Feelin' So Good (en) en déclarant : « À ce moment-là, j'ai appelé Tommy [Mottola] et je lui ai dit : Écoute, Marc Anthony a dit qu'il ferait une chanson et je ne veux vraiment pas faire un duo avec n'importe qui, je veux faire un duo avec lui. Alors, pouvez-vous le forcer à signer quelque chose, pour qu'il fasse un disque avec moi ? Si je fais ce clip ! ». Les deux ont d'abord tourné la vidéo et ont ensuite commencé à travailler sur la chanson.
Selon Lopez, Anthony a eu l'idée de traduire Non Amarmi, une « vieille chanson italienne », en espagnol. Deux versions des chansons ont été produites pour On the 6, une ballade et une salsa. La ballade a été produite par Dan Shea, tandis que l'autre a été produite par Juan Vicente Zambrano,. Lopez a déclaré : « Je ne veux pas être une simple latine ! Je veux que ce soit plus comme, vous savez, de la musique danse-y ».

## Performances
La chanson est sortie le 11 mai 1999, en face B de If You Had My Love. Elle a été produite par Sony Discos, qui a sorti les deux versions de la chanson dans leurs formats radio respectifs. No Me Ames a fait ses débuts dans le classement Billboard Hot Latin Songs à la 23e place pendant la semaine du 15 mai 1999, pour se hisser dans le top 10 trois semaines plus tard,. La chanson a atteint le sommet du hit-parade pendant la semaine du 26 juin 1999, en remplaçantLivin' la Vida Loca par Ricky Martin et a été remplacée par Bailamos, du chanteur-compositeur espagnol Enrique Iglesias, deux semaines plus tard. La chanson est redevenue numéro un la semaine du 3 juillet 1999, pendant cinq semaines jusqu'à ce qu'elle soit remplacée par Loco d'Alejandro Fernández. No Me Ames a terminé l'année 1999 comme le troisième meilleur morceau latin de l'année aux États-Unis.
Dans le hit-parade Billboard Latin Pop Songs, la chanson a débuté à la septième place pour la semaine du 5 juin 1999. Quatre semaines plus tard, la chanson a atteint le numéro deux pendant la semaine du 26 juin 1999, où elle est restée sept semaines. Dans le hit-parade de fin d'année, la chanson a été le huitième meilleur morceau de pop latine de l'année. Dans le palmarès Billboard Tropical Songs, elle est entrée dans le top 10 pendant la semaine du 29 mai 1999. La chanson a atteint le sommet du hit-parade, remplaçant Pintame par Elvis Crespo pendant la semaine du 3 juillet 1999, et est restée au sommet du hit-parade pendant cinq semaines jusqu'à ce que Gilberto Santa Rosa lui succède avec Dejate Querer pendant la semaine du 14 août 1999,. Dans les hit-parades de fin d'année, No Me Ames a été la deuxième meilleure chanson tropicale de 1999 après El Niágara en Bicicleta (en), de Juan Luis Guerra.
La version salsa de la chanson a été présentée en bonus sur l'édition européenne de l'album de remixes de Lopez J to tha L-O ! The Remixes (2002) et sur la compilation Desde un Principio: From the Beginning (1999) d'Anthony,. La version ballade figurait sur la compilation Sigo Siendo Yo: Grandes Exitos (en) d'Anthony (2006).

## Accueil et récompenses
Dans sa critique d'On the 6, Heather Phares de AllMusic a commenté que la version tropicale de No Me Ames était l'une des deux chansons qui « mettent en valeur l'héritage distinctif de Lopez ». Dans sa critique de Desde un Principio : From the Beginning, Jose Promis, également d'Allmusic, a fait l'éloge de la chanson comme étant « étonnamment bonne ». Mario Tarradell du Dallas Morning News a remarqué que c'était une chanson « à saveur d'île ». Lauri Mascia du Sun-Sentinel a exprimé sa déception sur la chanson et a estimé que la version tropicale ne correspondait pas à l'album. New Musical Express a indiqué que la version de la ballade était l'une des « ballades boueuses potentiellement offensantes » de l'album. Baldi a cité la reprise de Lopez et Anthony comme l'une des deux qui l'ont encouragé à sortir de sa retraite pour enregistrer un autre album.
Lors des prix Billboard de musique latine 2000, No Me Ames a reçu un prix pour le morceau latin de l'année par un duo vocal et deux nominations pour le morceau tropical/salsa de l'année et le morceau latin de l'année. La même année, la chanson a valu au duo d'être nommé dans la catégorie groupe pop ou duo de l'année lors de la 12e édition des prix Lo Nuestro. Lors des 1ers Latin Grammy Awards, la chanson a reçu une nomination pour la meilleure performance pop d'un duo/groupe vocal. En 2000, la chanson a reçu le prix de la chanson salsa de l'année aux American Society of Composers, Authors and Publishers de 2000. Lors de la cérémonie inaugurale des Premios Juventud en 2004, No Me Ames a été nommée dans la catégorie La Más Pegajosa (L'air le plus entraînant).

## Promotion
Pendant que Lopez et Anthony enregistraient la chanson, Lopez a imaginé le concept de la vidéo. Lopez a rappelé les événements en déclarant « Et je lui ai demandé [Anthony] si ça lui plaisait. Et je l'ai expliqué à Tommy et à lui en même temps un autre jour en studio après l'enregistrement de la chanson et ils l'ont tous les deux aimée ». Le clip musical de No Me Ames a été réalisé par Kevin Bray à Los Angeles, en Californie, le lendemain du tournage du clip d'If You Had My Love,. Le clip met en scène Lopez et Anthony dans le rôle de deux amoureux. Anthony meurt d'une maladie sans nom. Son esprit veille sur une Lopez en deuil. Lopez déclare que le clip est « comme un film étranger, comme « La vie est belle » ». Le vidéoclip a reçu une nomination aux Latin Grammy dans la catégorie « meilleur clip musical court ». Il a été inclus dans le coffret DVD de l'album de compilation de Lopez, The Reel Me (2003).
La chanson devait être interprétée lors de la première cérémonie annuelle des Latin Grammy Awards, mais Anthony n'a pas pu y assister en raison de complications liées à la grossesse de sa femme. Dans le cadre de leur tournée de 2007, la chanson a été interprétée en rappel avec Por Arriesgarnos après chaque spectacle. Lopez et Anthony ont interprété la chanson lors du dernier spectacle de la tournée mondiale Dance Again de Lopez.

## Liste de titres
| "If You Had My Love" US CD single | "If You Had My Love" US CD single | "If You Had My Love" US CD single | "If You Had My Love" US CD single | "If You Had My Love" US CD single | "If You Had My Love" US CD single | "If You Had My Love" US CD single | "If You Had My Love" US CD single | "If You Had My Love" US CD single | "If You Had My Love" US CD single |
| No                                | Titre                             | Durée                             |                                   |                                   |                                   |                                   |                                   |                                   |                                   |
| --------------------------------- | --------------------------------- | --------------------------------- | --------------------------------- | --------------------------------- | --------------------------------- | --------------------------------- | --------------------------------- | --------------------------------- | --------------------------------- |
| 1.                                | If You Had My Love                | 4:28                              |                                   |                                   |                                   |                                   |                                   |                                   |                                   |
| 2.                                | No Me Ames (Tropical Remix)       | 5:05                              |                                   |                                   |                                   |                                   |                                   |                                   |                                   |
| 9:28                              |                                   |                                   |                                   |                                   |                                   |                                   |                                   |                                   |                                   |

| Promotional CD single | Promotional CD single       | Promotional CD single | Promotional CD single | Promotional CD single | Promotional CD single | Promotional CD single | Promotional CD single | Promotional CD single | Promotional CD single |
| No                    | Titre                       | Durée                 |                       |                       |                       |                       |                       |                       |                       |
| --------------------- | --------------------------- | --------------------- | --------------------- | --------------------- | --------------------- | --------------------- | --------------------- | --------------------- | --------------------- |
| 1.                    | No Me Ames                  | 4:42                  |                       |                       |                       |                       |                       |                       |                       |
| 2.                    | No Me Ames (Tropical Remix) | 5:04                  |                       |                       |                       |                       |                       |                       |                       |
| 9:41                  |                             |                       |                       |                       |                       |                       |                       |                       |                       |

## Crédits
Les crédits sont adaptés de la pochette du CD On the 6.
- Giancarlo Bigazzi – auteur
- Aleandro Baldi – auteur
- Marco Falagiani – auteur
- Ignacio Ballesteros – auteur (adaptation en espagnol)
- Jennifer Lopez – chant
- Marc Anthony – chant

| Version ballade - Konesha Owens – chœurs - Claytoven Richardson – chœurs - Dan Shea – clavier, programmation, ingénieur d'enregistrement vocal, montage pro-tools - Dean Parks – guitare à cordes de nylon et d'acier - Michaal Landau – guitare électrique | Tropical remix - Emilio Estefan – producteur exécutif - Dan Shea – producteur vocal, clavier, programmation rythmique - Juan Vincente Zambrano – producteur, arrangement, programmation, clavier - Jose Miguel Velasquez – chœurs - Lena Perez – chœurs - Ximera DePombo – chœurs - Jorges Velaro – chœurs - Manual Lopez – guitare - Salvador Cuevas – basse - Edwin Bonilla – percussion - Archie Peña – percussion - Douglas Guevara – bongo, conga - Herman "Teddy" Mulet – trombone |

## Classements

### Hebdomadaires
| Hitparade (1999)                       | Meilleur classement | Réf.   |
| -------------------------------------- | ------------------- | ------ |
| États-Unis Billboard Hot Latin Songs   | 1                   | [ 44 ] |
| États-Unis Billboard Latin Pop Airplay | 2                   | [ 45 ] |
| États-Unis Billboard Tropical Songs    | 1                   | [ 46 ] |

### Annuels
| Hitparade (1999)                     | Meilleur classement | Réf.   |
| ------------------------------------ | ------------------- | ------ |
| États-Unis Billboard Hot Latin Songs | 3                   | [ 21 ] |
| États-Unis Billboard Latin Pop Songs | 8                   | [ 21 ] |
| États-Unis Billboard Tropical Songs  | 2                   | [ 21 ] |
| Roumanie Romanian Top 100            | 15                  | [ 47 ] |